# Чарторыйский, Михаил Фредерик
Михаил Фредерик Чарторыйский (пол. Michał Fryderyk Czartoryski; 26 апреля 1696, Варшава — 13 августа 1775, там же) — государственный деятель Речи Посполитой, канцлер великий литовский (1752—1775), подканцлер великий литовский (1724—1752), каштелян виленский (1722—1724). Дядя короля польского Станислава Августа Понятовского, двоюродный дед Адама Ежи Чарторыйского.

## Биография
Представитель магнатского княжеского рода Чарторыйских, Гедиминович. 
Державца на Клевани и Старожукове. Владелец Голубого дворца в Варшаве. Подстолий великий литовский с 1720 года, каштелян виленский с 1722 года, подканцлер литовский с 1724 года, староста гомельский в 1730 году, канцлер великий литовский (1752—1775). Один из основателей и руководитель группировки магнатов «Фамилия».
Был членом «Красного Братства» — первой польской масонской ложи. 
В 1733 году он подписал элекцию Станислава Лещинского, а в 1764 году — Станислава Августа Понятовского..
23 октября 1767 года вошёл в состав делегации сейма, созданной под давлением русского посла Николая Репнина для определения строя Речи Посполитой. 
На сейме 1773—1775 годов, посвящённом первому разделу Речи Посполитой, был представителем оппозиции.

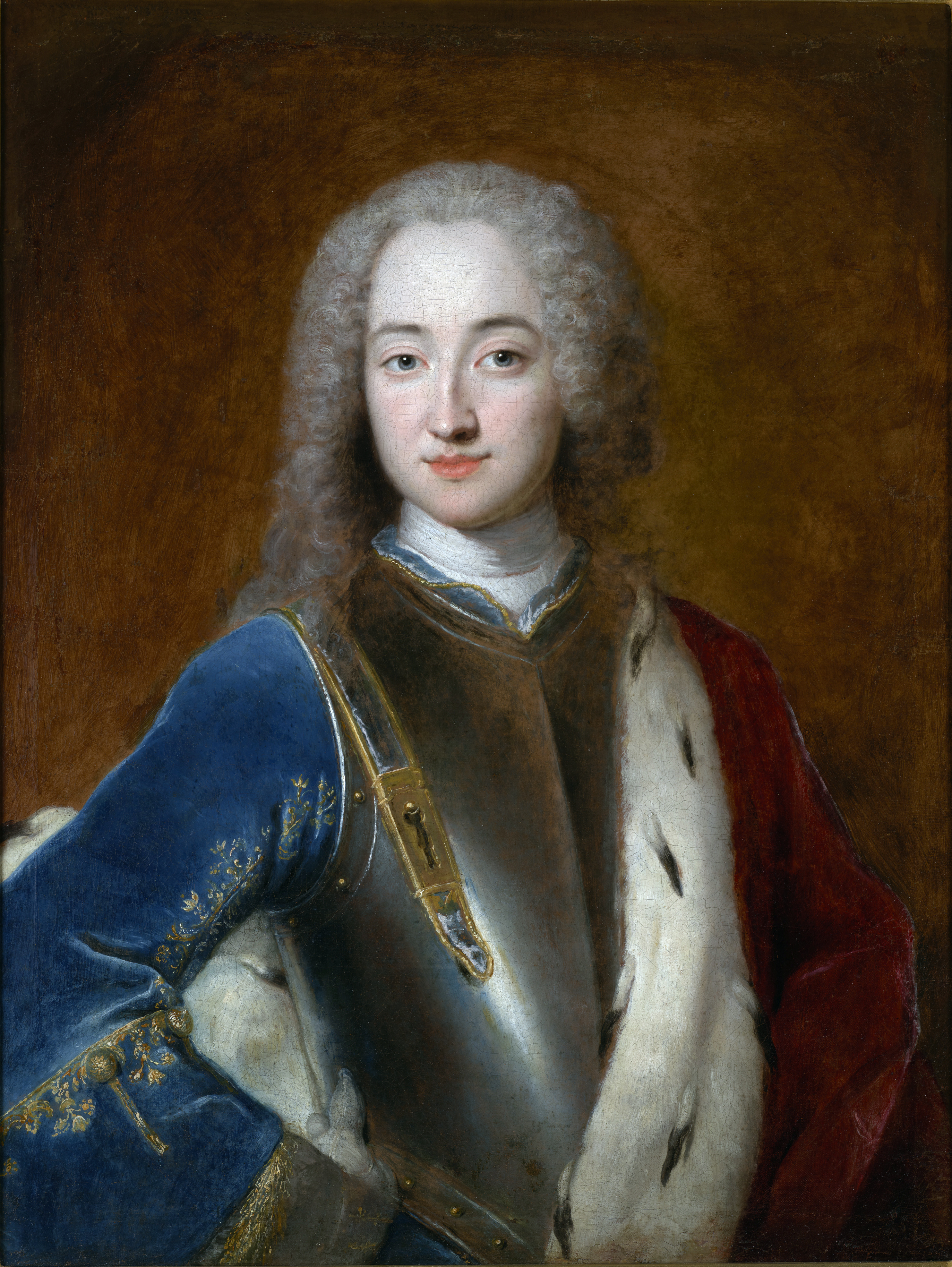
Михаил Фредерик Чарторыйский в молодости

## Семья
Его женой была австрийская графиня Элеонора Моника Вальдштейн (1710—1798), на которой он женился 30 октября 1726 года. У пары было 3 дочери и один сын:
- Антонина (1728 — 3 марта 1746, Варшава), 13 февраля 1744 года в Варшаве вышла замуж за Яна Ежи Флемминга, их знаменитая дочь — Изабелла Чарторыйская;
- Констанция (1729—1749), вторая жена Яна Ежи Флемминга, вышла замуж за него после смерти сестры, умерла от оспы;
- Александра (1730—1798), в 1748 году вышла замуж за Михаила Антония Сапегу, а после его смерти в 1761 году — за гетмана великого литовского Михаила Казимира Огинского; оба брака бездетные;
- Антоний (1731—1753), бездетный.

## Награды
- Орден Белого Орла (1726)
- Орден Святого Александра Невского (18.12.1753)[8]
- Орден Святого апостола Андрея Первозванного (1754)
- Орден Чёрного Орла (1764)